# Gilles Moreau
Pour les articles homonymes, voir Moreau.
Gilles Moreau est un nageur français né le 2 mai 1945.
Il est membre de l'équipe de France aux Jeux olympiques d'été de 1968, prenant part au 200 mètres nage libre ; il est éliminé en séries de qualification.
Il a été champion de France de natation sur 100 mètres dos à deux reprises (hiver 1965 et été 1965), sur 200 mètres dos à six reprises (hiver 1966 et été 1967) et sur 200 mètres quatre nages à l'hiver 1965.
En club, il a été licencié au Cercle Nautique de Brunoy.
Il est le frère de la nageuse Sylvie Moreau.